# Dimos Amfikleia-Elateia
Dimos Amfikleia-Elateia (Amfikleia-Elateia) är en kommun i Grekland.   Den ligger i prefekturen Fthiotis och regionen Grekiska fastlandet, i den centrala delen av landet, 120 km nordväst om huvudstaden Aten. Antalet invånare är 10 922. Arean är 533 kvadratkilometer.
Terrängen i Dimos Amfikleia-Elateia är kuperad åt nordost, men åt sydväst är den bergig.